# Cordia rhombifolia
Cordia rhombifolia là loài thực vật có hoa trong họ Mồ hôi. Loài này được Estrada mô tả khoa học đầu tiên năm 1995.